# Ramon Fons i Vilardell
Ramon Fons i Vilardell (el Palà de Torroella, 1957), fou professor de llengua i literatura catalana a l'institut Mig-Món de Súria.
Va ser alcalde de Callús entre els anys 1995 i 2003. Va promoure la reconversió del model industrial del municipi en digital i va fer-ho amb actuacions pioneres d'alfabetització digital estretament lligades al món educatiu. L'any 1997 Callús va acollir la conferència de l'IEARN amb prop de 400 participants d'arreu del món.
L'any 2000 s'aconseguí que la Generalitat nomenés aquest municipi del Bages, amb 1.335 habitants, primer poble digital (smart city actual) de Catalunya. Un guardó i un reconeixement que va fer possible que la Secretaria de Telecomunicacions i Societat de la Informació de la Generalitat realitzés diverses proves pilot en els àmbits de les telecomunicacions i l'impuls dels telecentres. El 2007 va ser el primer poble de Catalunya que va comptar amb una infraestructura de banda ampla –de titularitat pública– en pràcticament la totalitat del sòl del nucli urbà. Durant uns anys, al principi de totes aquestes experiències, Callús va ser el referent de l'impuls de les TIC en el món rural i va acollir diverses trobades amb la participació de referents internacionals de l'educació i del món municipal.
Fons va deixar l'alcaldia el 2003 i ha seguit treballant amb tot un equip de voluntaris en l'àmbit TIC des de la Fundació Aplicació de Callús amb la idea de millorar la qualitat de vida de la ciutadania aprofitant les aportacions socials positives de la tecnologia aplicada.